# Deparia marojejyensis
Deparia marojejyensis là một loài thực vật có mạch trong họ Woodsiaceae. Loài này được (Tardieu) M. Kato miêu tả khoa học đầu tiên.